# 3-Oxobutanal
3-Oxobutanal, 3-cetobutiraldeído ou acetoacetaldeído é um composto químico com fórmula C4H6O2, SMILES CC(=O)CC=O e massa molecular 86,08924. É um produto da hidração de alcinos por meio de catálise com sulfato de mercúrio e da hidração de alcinos por meio de hidroboração. É um reagente para condensação aldólica e substituição de enolato.